# PGAP1
PGAP1‏ (Post-GPI attachment to proteins 1) هوَ بروتين يُشَفر بواسطة جين PGAP1 في الإنسان.